# تشكيل الورق

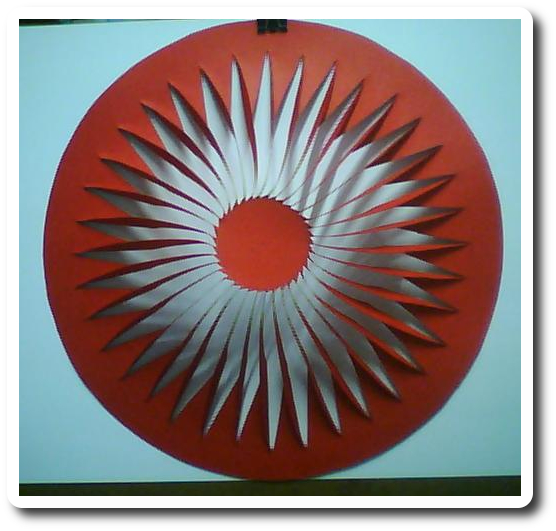
مثال على فن تشكيل الورق

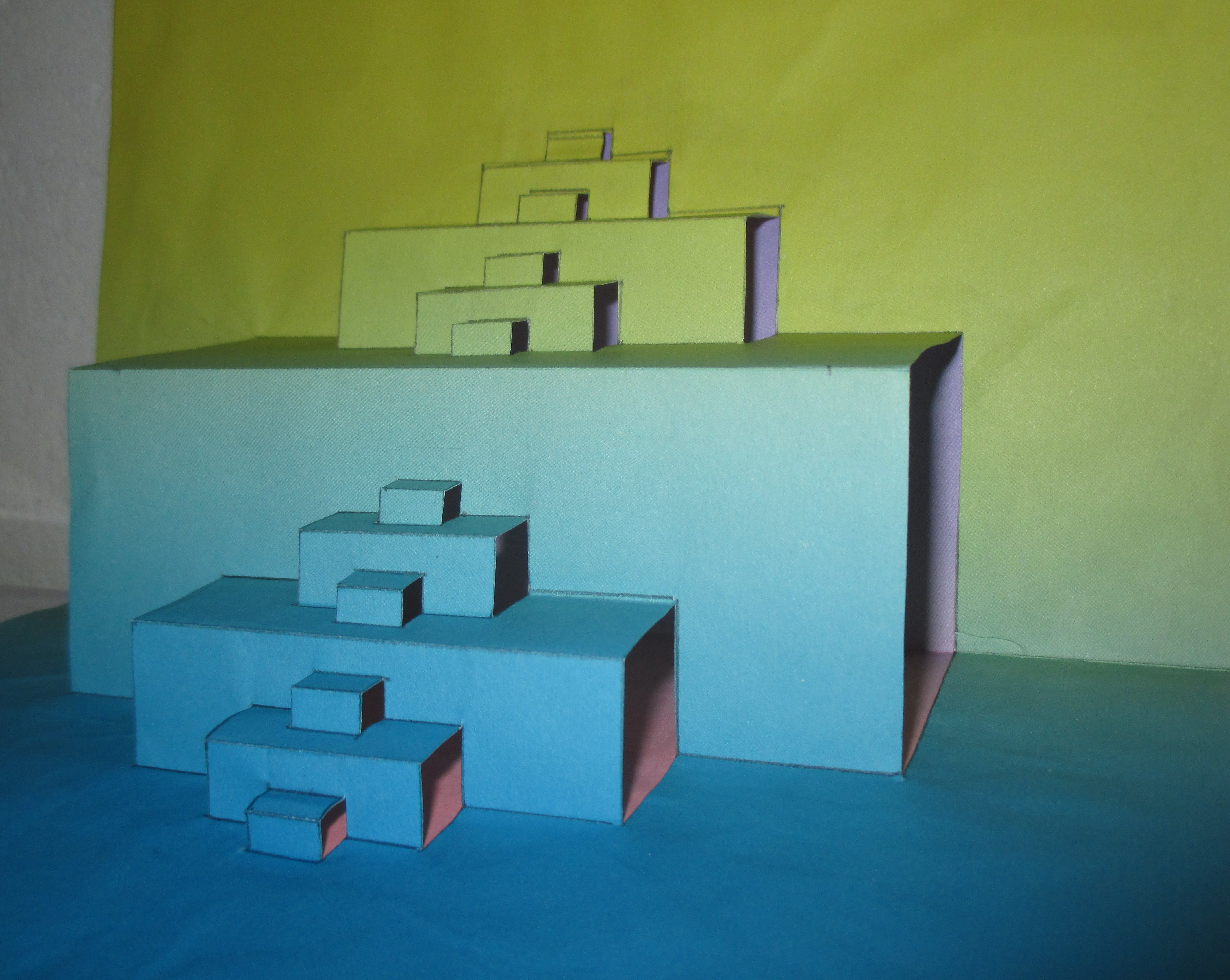
مثال على فن تشكيل الورق

فن تشكيل الورق هو فن تحويل ورق أو مجموعة أوراق إلى شكل ثنائية أو ثلاثية الأبعاد.
وهدف هذا الفن هو تحويل قطع الورق إلى شكل محدد من خلال عدة تقنيات
يختلف فن تشكيل الورق عن فن طي الورق حيث إن فن طي الورق لا يمكنك فيه استخدام أدوات المقص والاصق والغراء أما في فن تشكيل الورق يمكنك استخدام هذه الأدوات.

## تقنيات
- يعتمد فن تشكيل الورق على قص الورق وتشكيله
- عادةً مايكون الشكل متناظر بحيث يكون الجانب الأيمن مشابه للجانب الأيسر
- يختلف فن تشكيل الورق عن فن طي الورق بحيث أن فن طي الورق لاتستطيع قص الورق وتلصيقه بعكس فن تشكيل الورق الذي يمكنك من ذلك

## آدوات
- ورق أبيض
- ورق ملون
- مقص
- مشرط
- أقلام
- مسطرة
- شريط لاصق